# Geonoma myriantha
Geonoma myriantha là loài thực vật có hoa thuộc họ Arecaceae. Loài này được Dammer mô tả khoa học đầu tiên năm 1906.